# 羅斯科鎮區 (明尼蘇達州古德休縣)
羅斯科鎮區（英語：Roscoe Township）是位於美國明尼蘇達州古德休縣的一個行政鎮區。

## 地方資料
羅斯科鎮區的面積為92.52平方千米，當中陸地面積為92.45平方千米，而水域面積為0.07平方千米。根據2020年美國人口普查的數據，當地共有人口744人，而人口密度為每平方千米8.04人。